# Pseudomalus auratus
Espèce
Synonymes
- Sphex auratus Linnaeus, 1758
- Omalus auratus (Linnaeus, 1761)

Pseudomalus auratus est une espèce d'insectes hyménoptères de la famille des Chrysididae.